# Seneca (hrabstwo Green Lake)
Seneca – miasto w Stanach Zjednoczonych, w stanie Wisconsin, w hrabstwie Green Lake.